# Murat Dżurabajew
Murat Nadyrowicz Dżurabajew (ros. Мурат Надырович Джурабаев, ur. 29 grudnia 1905 w Kazalińsku, zm. 18 stycznia 1963 w Moskwie) – radziecki polityk.

## Życiorys
Początkowo sekretarz komitetu wykonawczego rady rejonowej, potem wykładowca i 1933-1934 dyrektor technikum pedagogicznego w Taszkencie. Od 1931 w WKP(b), 1934 kierownik Wydziału Propagandy i Agitacji Oktiabrskiego Komitetu Rejonowego Komunistycznej Partii (bolszewików) Uzbekistanu, 1934-1937 sekretarz tego komitetu, 1942-1943 sekretarz Wierchnie-Czirczikskiego Komitetu Rejonowego KP(b)U w Taszkencie. W latach 1943-1944 sekretarz Komitetu Obwodowego KP(b)U w Taszkencie ds. propagandy i agitacji, 1944-1945 sekretarz Surchandaryjskiego Komitetu Obwodowego KP(b)T, 1945-1952 I sekretarz tego komitetu. Od 1952 do grudnia 1953 słuchacz kursów przy KC WKP(b)/KPZR, od grudnia 1953 do maja 1956 I sekretarz Komitetu Obwodowego KPU w Bucharze, następnie do końca życia członek Komitetu Kontroli Partyjnej przy KC KPZR.

## Odznaczenia
- Order Lenina
- Order Czerwonego Sztandaru Pracy (czterokrotnie)
- Order „Znak Honoru”